# Общий доступ к подключению к Интернету
Internet Connection Sharing (ICS, в русской версии ОС Windows переводится как «Общий доступ подключения к Интернету») — возможность, появившаяся в ОС Windows, начиная с версии Windows 98 Second Edition, заключающаяся в совместном использовании одного подключения к Интернету несколькими компьютерами, находящимися в локальной сети. При этом используются технологии DHCP и NAT.